# Юстин Попович
Свети Юстин Челийски         или Юстин Попович (по рождение: Благой Попович (Благоје Поповић) ; Враня, 6 април 1894 г. – манастир Челие, 7 април 1979 г. ) е сръбски светец. Бил е архимандрит на манастира Челие, доктор по теология, професор в Белградския университет.  Той е считан за един от най-известните сръбски теолози, критик на прагматичния църковен живот.

## Биография
Благой Попович се ражда на 6ти април 1894 г. Баща му се казва Спиридон, а майка му Анастасия.
Благой е е мобилизиран в „студентската рота“ във военната болница в Ниш по време на Първата световна война, а по-късно те се оттеглят през Албания заедно с армията и духовенството.
Пристигайки в Скадар, Благой моли патриарх Димитрий за монашески постриг, патриархът го благославя и не след дълго става монах Юстин.

## Препратки
1. ↑  РТВ. Слава Епархије врањске,Свети Јустин ћелијски и врањски – Радио Телевизија Врање //  www.rtv-vranje.rs.   Посетен на 2021-03-08.[неработеща препратка]
2. ↑  Svetozar Poštić – O umetničkoj snazi Dostojevskog – Novi Standard //  Нови Стандард.   Посетен на 2021-03-08.
3. ↑  У Сушици код Грачанице служен четрдесетодневни помен блаженог спомена докторки Соњи Ракочевић • Радио ~ Светигора ~ //  svetigora.com.   Посетен на 2021-03-08.
4. ↑  Свети Јустин Ћелијски: Беседа на Видовдан 1966. године | Српска православна црква [Званични сајт] //  www.spc.rs.    Архивиран от оригинала на 2021-03-07. Посетен на 2021-03-08.
5. ↑  Свети Јустин Ћелијски: Беседа у 12. недељу по Духовдану | Српска православна црква [Званични сајт] //  www.spc.rs.    Архивиран от оригинала на 2020-08-05. Посетен на 2021-03-08.
6. ↑  Свети Јустин Ћелијски: Тумачење Јеванђеља у Недељу раслабљеног | Српска православна црква [Званични сајт] //  www.spc.rs.   Посетен на 2021-03-08.[неработеща препратка]
7. ↑  Свети Јустин Ћелијски са Србима у тешким временима | Српска Православна Црква [Званични сајт] //  www.spc.rs.    Архивиран от оригинала на 2020-08-03. Посетен на 2021-03-08.
8. ↑  Свети Јустин Ћелијски: Беседа у 5. недељу по Духовдану | Српска православна црква [Званични сајт] //  www.spc.rs.    Архивиран от оригинала на 2021-03-06. Посетен на 2021-03-08.
9. ↑  Saint Justin (Popovic, 1894 – 1979),
10. ↑  Beta, Agencija. Patrijarh Porfirije o episkopu Atanasiju: „I kada smo sa njim igrali fudbal i kada nas je vodio na Svetu Goru bio je tamo gde i sveti oci“ //   2021-03-06. Посетен на 2021-03-08.